# Sindicat Agrícola de la Masó
El Sindicat Agrícola de la Masó és un edifici noucentista del municipi de la Masó (Alt Camp) inclòs en l'Inventari del Patrimoni Arquitectònic de Catalunya.

## Descripció
És un edifici aïllat de planta baixa i un pis. L'estructura de la façana és simètrica. A la planta baixa hi ha quatre portes d'arc carpanell les dues del mig han estat modificades. Al primer pis hi ha un balcó corregut, centrat, i dos als costats, les portes dels quals són rectangulars. L'element més remarcable del conjunt és l'acabament que, tot i reflectir l'estructura de teulada a dues vessants, segueix una composició pròpia de línies trencades (rectes i corbes). A la part superior hi ha la data pintada del 1926 i el nom de "Sindicato-Agrícola i Caja Rural". La façana es troba arrebossada i pintada.

## Història
L'edifici fou construït l'any 1926 amb motiu de la fundació del Sindicat Agrícola de la Masó. A finals dels vuitanta del segle XX es restaurà l'edifici, l'alteració més destacable ha estat el canvi d'idioma del rètol, actualment en català.